# Iarla Ó Lionáird
Iarla Ó Lionáird est un chanteur irlandais né le 18 juin 1964. Il est particulièrement connu pour sa participation dans le groupe Afro Celt Sound System. Il est l'auteur de trois albums solo édités sur le label Real World de Peter Gabriel.